# Schloßstraße 8 (Braunfels)

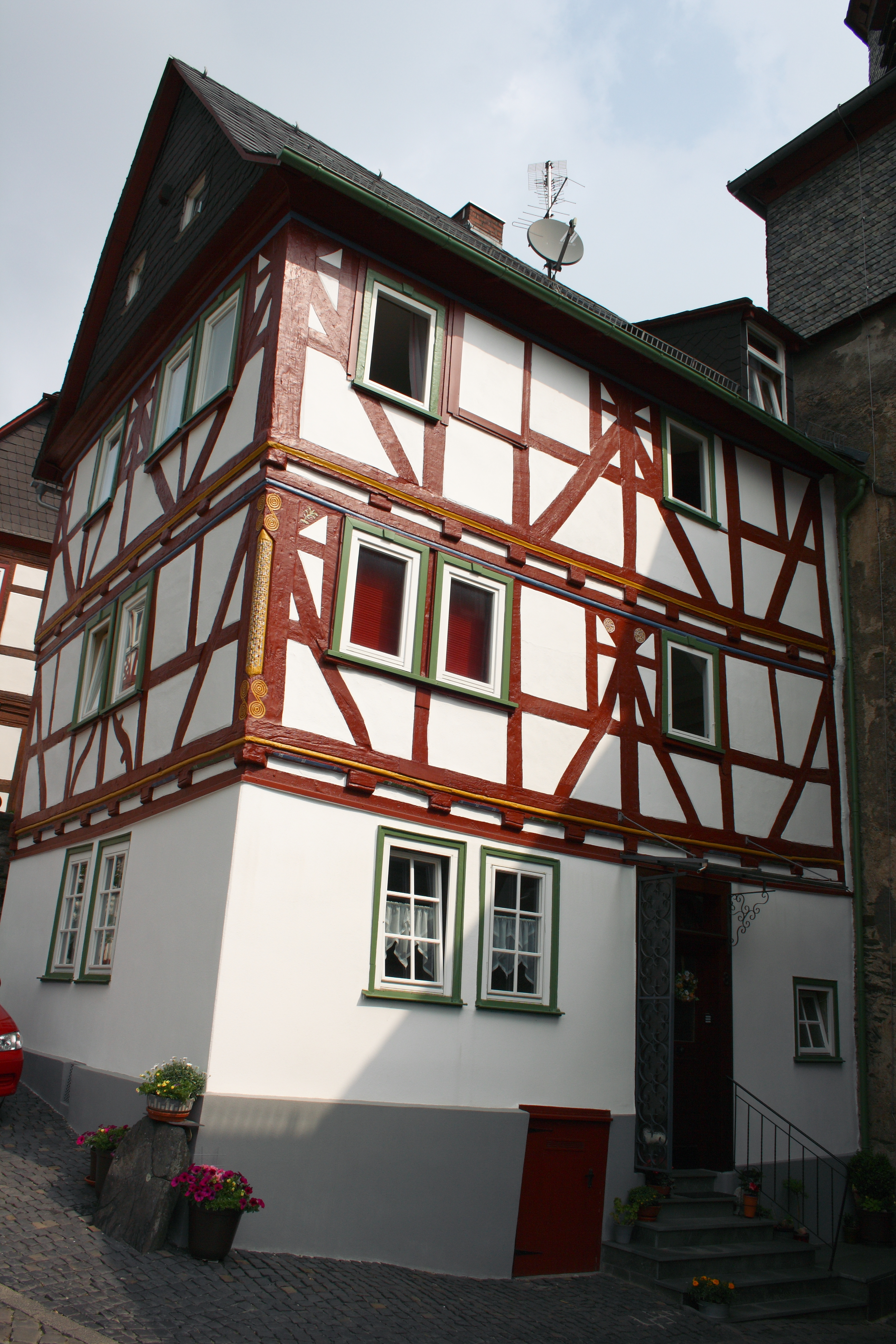
Schloßstraße 8 in Braunfels

Das Gebäude Schloßstraße 8 in Braunfels, einer Stadt im Lahn-Dill-Kreis in Hessen, wurde im 17. Jahrhundert errichtet. Das Fachwerkhaus ist ein geschütztes Baudenkmal.

## Beschreibung
Das Haus ist unmittelbar an den Glockenturm angebaut. Über einem älteren Gewölbekeller erhebt sich ein hoher, dreigeschossiger Fachwerkbau, dessen Eingang sich an der östlichen Traufseite befindet. Das Fachwerkhaus ist mit Mann-Figuren und einem geschnitzten Eckständer geschmückt. Das zweite Obergeschoss ist möglicherweise nachträglich aufgesetzt worden. 